# Джек О’Нилл
Джо́натан О’Нилл по прозвищу «Джек» (англ. Jonathan J. «Jack» O'Neill) (родился 20 октября 1952) — персонаж в научно-фантастическом фильме Звёздные врата и последующем телесериале Звёздные врата: SG-1, которого играли Курт Расселл в фильме (где его имя было О’Нил) и Ричард Дин Андерсон в сериале. О’Нилл также иногда появляется в телесериале Звёздные врата: Атлантида и Звёздные врата: Вселенная.
В фильме он — полковник ВВС США, который ведёт разведывательную команду через звёздные врата. В телесериале он является командиром основного отряда, SG-1. В дальнейшем за успешно выполненные задания его повысили до бригадного генерала и поручили управление Командованием Звёздных врат на год. Затем персонаж получил звание генерал-майора и перестал регулярно появляться в сериале. В сериале Звёздные врата: Вселенная появляется в чине генерал-лейтенанта.

## События фильма
В фильме Джек женат на Саре О’Нил, и у них был сын. Но после трагического несчастного случая, когда сын застрелился личным оружием О’Нила (Беретта 92FS), он переносит период депрессии и уходит в отставку.
После того, как Дэниэл Джексон расшифровал принцип работы «звёздных врат», командир проекта генерал-майор Вест возвращает О’Нила к действительной военной службе для того, чтобы тот повёл команду на разведку другого мира. Постоянные приказы О’Нила для задания — пройти через врата с командой и взорвать ядерную боеголовку возле устройства при любом признаке опасности. В его самоубийственном состоянии, О’Нил согласился это сделать.
На Абидосе, О’Нил и его команда обнаруживают местное население простых обитателей пустыни и знакомятся с парнем по имени Скаара, сыном Касуфа — послом правителя планеты Ра. Во время битвы против сил Ра на Абидосе, О’Нил борется один на один с Первым джаффа Ра, чтобы забрать боеголовку, которая попала в руки гоа’улда. Так как он не может остановить таймер бомбы, О’Нил и Дэниэл Джексон телепортируют бомбу на корабль Ра на орбите, взрывая его.
О’Нил и другие члены команды возвращаются на Землю без Джексона, который женился на дочери Касуфа — Шаррэ. О’Нил уходит с новым чувством жизни.

## СобытияЗвёздных врат: SG-1(Сезоны 1 — 8)
В первой серии телесериала, «Дети богов», О’Нилла вызывает новый командир проекта генерал Хаммонд после вторжения на базу гоа'улда Апофиса. О’Нилл идёт через врата на Абидос и возвращается вместе с Джексоном. Джексону он рассказывает о том, что Сара его оставила в промежутке между фильмом и сериалом. После того, как генерал узнал, что врата Абидоса не единственные в галактике, О’Нилла вернули к действительной военной службе и сделали командиром ЗВ-1 (SG-1).
В серии «Холодный Лазарь», немного больше рассказывается о предыстории О’Нилла. Когда О’Нилла копирует кристаллическая форма жизни, зрителям представляется Сара О’Нилл, бывшая жена Джека. Воспоминания показывают, как погиб сын О’Нилла, Чарли (Тайлер в фильме). О’Нилл винил себя в смерти сына, но форма жизни помогает ему проститься с Чарли.
В серии «Пятая раса», в мозг О’Нилла закачивается база данных Древних. Он постепенно теряет способность говорить, писать и даже понимать по-английски. Под влиянием знаний Древних, он вносит сотни новых адресов звёздных врат в наборный компьютер базы, формулирует новую систему подсчёта межзвёздных расстояний по адресам врат (компенсируя звёздный дрейф), и переводит текст Древних для Джексона. Наконец, он создаёт устройство, которое производит достаточно энергии, чтобы врата смогли набрать восьми-символьный адрес планеты Отала в галактике Айда — родной планеты Азгардов. Азгарды извлекают знания из головы О’Нилла, пока информация не нанесла ему необратимый ущерб, и возвращают на Землю.
В серии «Потерянный город», О’Нилл опять закачивает знания Древних в свой мозг, чтобы найти информацию, которая поможет защитить Землю от нападения гоа'улда Анубиса, зная, что скорее всего эти знания его убьют. Информация в его голове ведёт SG-1 к заставе Древних подо льдом Антарктиды и к источнику энергии (Модуль Нулевой Точки) который позволил О’Ниллу оперировать креслом Древних. Затем он положил своё тело в анабиоз, чтобы сохранить свою жизнь. Ген ТАД в О’Нилле оказывается намного сильнее аналогичного гена в других индивидах.
В следующей серии «Новый порядок», SG-1 пытается связаться с Азгардами и узнаёт, что человекоподобные Репликаторы сбежали и опять угрожают Азгардам. Тор возвращается на Землю с SG-1 и забирает знания из мозга О’Нилла, после того как тот создаёт оружие против Репликаторов.
За его заслуги О’Нилла повышают до звания бригадного генерала, и тот получает лидерство в SGC, после того как доктор Элизабет Вейр отбывает в Антарктиду, а Хаммонда повышают до советника президента. Так как он теперь не может сам участвовать в заданиях, О’Нилл завидует тем, кто может.

## Другие появления
О’Нилла повышают до генерал-майора и назначают его ответственным за оборону Земли от внешних угроз. Командиром базы назначают генерал-майора Хэнка Лэндри.
О’Нилл появляется в серии «200» и в серии Атлантиды Реальный Мир. В половине третьего сезона Атлантиса, О’Нилл и Ричард Вулси захвачены Асуранами, но их освобождают члены экспедиции Атлантиса.
В серии «Саван», О’Нилл помогает SG-1 спасти Джексона-Приора от Вулси, который считает, что его следует уничтожить. Это последнее появление персонажа в телесериале.
О’Нилл появляется в полнометражном фильме «Звёздные врата: Континуум».Он командует спецназом во время учений в Арктике.
В сериале «Звёздные врата: Вселенная» О’Нилл по-прежнему командует космическим войсками и защитой Земли от пришельцев, но уже в звании генерал-лейтенанта. Доктор Раш (после эвакуации базы Икар на корабль Древних «Судьба») связывается с Командованием SG, а именно с генералом О’Ниллом. После этого доктор Раш говорит, что генерал О’Нилл назначил его командующим экспедиции. В серии «Диверсия», сериала «Звёздные врата: Вселенная», появляется вновь, с ним связывается полковник Эверетт Янг, докладывая что полковник Телфорд шпионит для Люцианского союза, и предлагает его изолировать. О’Нилл разрешает провести операцию.

## Развитие персонажа
О’Нилл проводит своё свободное время предаваясь любимым занятиям, таким как ловля рыбы в пруду (где почти нет рыбы) возле своего домика в Миннесоте, просмотр Симпсонов, решение кроссвордов, игра в шахматы, собирание марок и употребление пива «Гиннесс». Также ему нравится актриса Мэри Стинберджен.
О’Нилл любит подшучивать над врагами и друзьями. Он часто высмеивает интересы Саманты Картер и Дэниэла Джексона, хотя он просто немного боится интеллектуалов. Он непочтителен к властям, включая своё начальство, и особенно любит насмехаться над Системными Владыками, которых он считает чрезмерно театральными (и чрезмерно разодетыми). Он также часто поправляет грамматические ошибки, обычно когда тот, кого он поправляет, имеет явное преимущество перед SG-1. В последнюю очередь, а иногда и в первую, он прибегает к сарказму.
Отношения О’Нилла и Картер вызывали большой интерес у зрителей. В двух случаях, О’Нилл или член SG-1 попадал в (разные) параллельные миры где О’Нилл и Картер были либо помолвлены, либо женаты (следует заметить, что в обоих мирах, Картер была гражданским лицом и, следовательно, эти отношения не являлись нарушением устава). В серии «Разделяй и властвуй», О’Нилл и Картер официально признаются в своих чувствах друг к другу. Эти чувства остаются на фоне внешних влияний, таких как Пит Шанахан — временный жених Картер и краткие близкие отношения О’Нилла с офицером ЦРУ Керри Джонсон.
В отличие от другого известного персонажа Андерсона, Макгайвера, О’Нилл не испытывает отвращения к огнестрельному оружию, несмотря на случай, когда его сын случайно застрелился пистолетом отца. Он профессиональный оперативник военно-воздушных сил, имеет как минимум два личных оружия, и очень не любит когда его команде говорят идти куда-то безоружными, даже туда где заведомо безопасно. Также, в отличие от Макгайвера, О’Нилл — не научный гений и терпеть не может технические описания, которые ему часто предоставляют Картер и Джексон. Исключением из этого является астрономия, так как О’Нилл считает себя любителем этого занятия. В сериал не вошли серии, где после вынужденной отставки боевой генерал Джек О`Нилл выдвинул свою кандидатуру, и он же стал Президентом США ради спасения Земли от надвигающейся агрессии из космоса. Ранее Президент США принял решение о закрытии дорогостоящего секретного проекта, в таком случае генерал Джек О`Нилл оставил военную службу, и он стал новым главой государства. К тому времени на его погонах уже было по четыре звезды.

## Создание и критическое восприятие
Джон Саймс знал Майкла Гринберга и Ричарда Дина Андерсона ещё по фильму «Секретный агент Макгайвер». Несмотря на то, Андерсон никогда не был настоящим фанатом жанра научной фантастики, он считает, что оригинальный полнометражный фильм может быть хорошей основой для сериала. Андерсон согласился на участие в проекте при условии, если его персонажу будет дано значительно больше свободы, чем комедийному персонажу Курта Рассела в оригинальном фильме. Он также считал Stargate SG-1 в большей степени командной работой, поэтому не считал возможным «тянуть» сюжет единолично, как в «Макгайвере». Роль Андерсона была одной из главных с первого по восьмой сезоны и эпизодической в нескольких эпизодах в каждом сезоне после этого. Он оказал большое влияние на развитие персонажа О’Нила и его личности с самого начала съёмок. В то время как он высоко оценил работу, проделанную Расселом в фильме «Звёздные врата», он сказал, что не может быть серьёзным всё время, и работал с писателями и режиссёрами, чтобы дать «своему» О’Ниллу возможность говорить более беззаботным тоном, сохраняя при этом чувство важности, требуемое для роли. Кроме того, он пошутил, что он никогда не будет в состоянии сделать что-либо со своими волосами так, чтобы причёска стала как у Рассела.
За исполненную им роль О’Нилла Ричард Дин Андерсон получил премию Сатурн в категории «Лучший актёр телесериала» в 1999 году и был номинирован в той же категории в 1998 и 2000 годах. С 2001 по 2005 год Андерсон был номинирован на премию Сатурн в категории «Лучшая мужская роль на телевидении», но никогда не выигрывал её. Андерсон был номинирован в категории «Лучший мужской персонаж 2008 года научно-фантастический фильме, телесериале или мини-сериале» на Constellation Awards в 2009 году за свою работу в Stargate: Continuum (2008), где он исполнял роль О’Нилла.
Он был представлен на 57-ю ежегодную премию Annual Air Force Anniversary Dinner ассоциации ВВС в Вашингтоне, округ Колумбия, 14 сентября 2004 года за его роль в качестве актёра и исполнительного продюсера Stargate SG-1, сериала, который изображает военно-воздушные силы в положительном свете с момента его премьеры. Он был награждён тогдашним начальником штаба ВВС, генералом Джоном П. Джампером. Андерсон стал почётным бригадным генералом.